# Kazimierz Donimirski
Kazimierz Donimirski (ur. 6 stycznia 1880 w Ramzach Małych w pow. sztumskim, zm. 21 lutego 1947 w Sztumie) – działacz narodowy i społeczno-oświatowy na Powiślu.
Organizował kółka rolnicze, towarzystwa oświatowe, banki ludowe (np. Bank Ludowy w Sztumie w 1910 r.). Prezes okręgu Związku Polaków w Niemczech na Powiślu i wiceprezes centrali w Berlinie, delegat na Polski Sejm Dzielnicowy w Poznaniu (1918), prezes i członek rady nadzorczej Banku Ludowego w Sztumie. Prezes Warmińskiego Komitetu Plebiscytowego - podał się do dymisji po wyznaczeniu przez Aliancką Komisję Plebiscytową terminu plebiscytu na 11 lipca 1920 r., gdy wojska sowieckie docierały do Warszawy. W latach 1922–1934 prezes Związku Spółek Warmińskich na Powiślu, od 1923 członek rady nadzorczej Związku Polskich Spółdzielni w Niemczech.
Latem 1935 r., podczas swej podróży po Prusach Wschodnich, gościł u Donimirskich we dworze w Ramzach Melchior Wańkowicz. Objazd w towarzystwie gospodarza po okolicach Sztumu, gdzie gospodarowali również inni przedstawiciele rodziny Donimirskich, Wańkowicz opisał w wydanej rok później książce-reportażu pt. Na tropach Smętka. Wspomniał w niej również o tym, że kilka lat wcześniej, jeszcze przed dojściem Hitlera do władzy, miejscowa bojówka faszystowska otrzymała rozkaz pobicia Donimirskiego (ostatecznie niewykonany na skutek dekonspiracji zamachowców i ostrzeżenia potencjalnej ofiary), uznawanego na Powiślu za czołowego wroga interesów niemieckich.
W maju 1939 został przez hitlerowców pozbawiony majątku i wysiedlony z Niemiec do Polski. Wojnę przeżył pracując dorywczo w rolnictwie pod nazwiskiem Brochwicz. Współpracował z polską partyzantką w Puszczy Kampinoskiej. W 1945 wrócił do Sztumu, gdzie pracował w starostwie oraz założył spółdzielnię spożywców i spółdzielnię mleczarską.
Odznaczony Orderem Odrodzenia Polski.
Jego żona, Maria Donimirska z Rzepnikowskich (ur. 13 sierpnia 1890 w Lubawie, zm. 26 września 1942 pod Warszawą) przewodniczyła Towarzystwu Kobiet św. Kingi oraz Kołu Ziemianek.